# سد هيناتشي
سد هيناتشي (سد هيناتشي، هيناتشي دامو) هو سد في ناباري، محافظة ميه، اليابان، انتهى العمل على بنائه في عام 1998. يقع على بعد حوالي 2 ميل شرق سد شورينجي، والذي يقع في الواقع على فرع مختلف من نهر ناباري. 